# 玄武岩

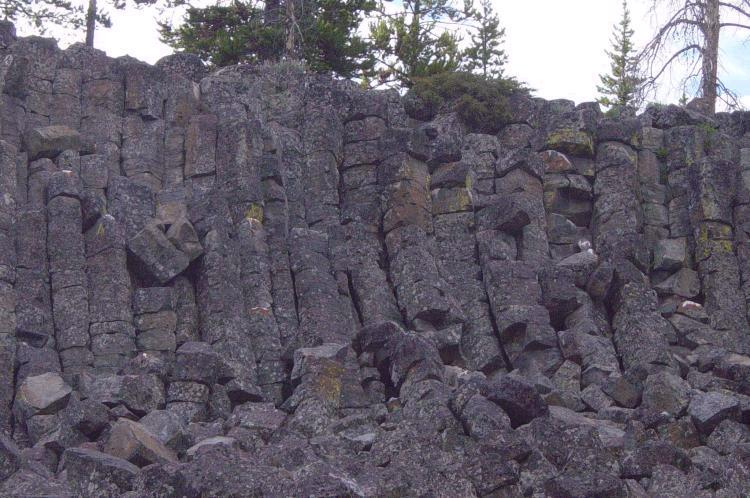
美国黃石國家公園中，被风化的玄武岩柱状，成六角柱狀

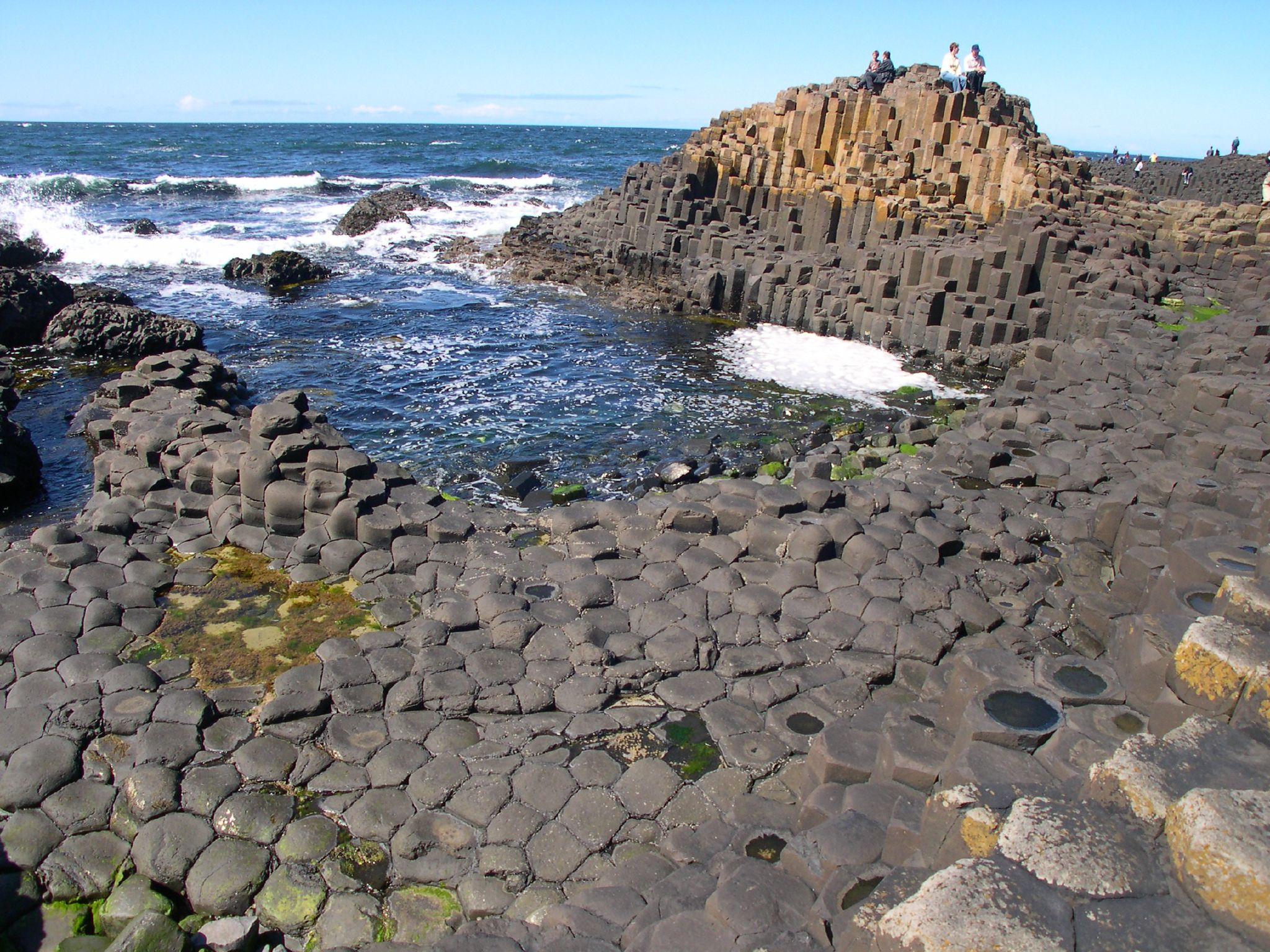
北愛爾蘭的著名景觀巨人堤道就是由暗色玄武岩組成的

玄武岩（英語：basalt）是一種细粒致密、外觀呈黑色的火成岩，密度約為2.8～3.3g/cm3，由基性岩漿噴發凝結而成，主要成分是硅铝酸钠或硅铝酸钙，二氧化硅的含量大约是45-52%，还含有较高的氧化铁和氧化镁。由于喷发时产生大量气孔，有时是大孔如杏仁状构造，后来中间常被其他矿物充填。玄武岩岩浆的黏度小，易于流动，形成很大的覆盖层，常形成广大的熔岩台地，所以分布很广。
玄武岩根据其成分不同可以分为拉斑玄武岩( 又稱亞鹼性玄武岩 )、碱性玄武岩、高铝玄武岩；按其结构不同可分为气孔状玄武岩、杏仁状玄武岩、玄武玻璃；按其充填矿物不同可分为橄榄玄武岩、紫苏辉石玄武岩等。
没有被风化的玄武岩是黑色或暗绿色的致密岩石，由于其凝结后产生六方晶体节理，被风化后形成六方柱状，风化厉害可以形成黄褐色的玄武土，如果进一步被雨水淋滤，除去二氧化硅形成铝土矿。有的玄武岩气孔中还充填有铜、钴、硫磺等矿物。

## 名称
英語名，一说源自希腊语，意为試金石。另一说，此名称源自富藏玄武岩的约旦东部地名。
在拉丁语中，意为『黑石』。
玄武岩的中文名称翻译可能得名于兵库县城崎温泉附近的玄武洞，由小藤文次郎于1884年（明治十七年）命名。玄武洞在大約165万年前经历岩流，产生六角形的玄武岩岩山洞窟。玄武是中国神話四方神之一，代表北方和黑色。

## 成分
主要是二氧化矽、三氧化二鋁、氧化鐵、氧化鈣、氧化鎂（還有少量的氧化鉀、氧化鈉），其中二氧化矽含量最多，约占45%~52%左右。

## 月球和火星的玄武岩

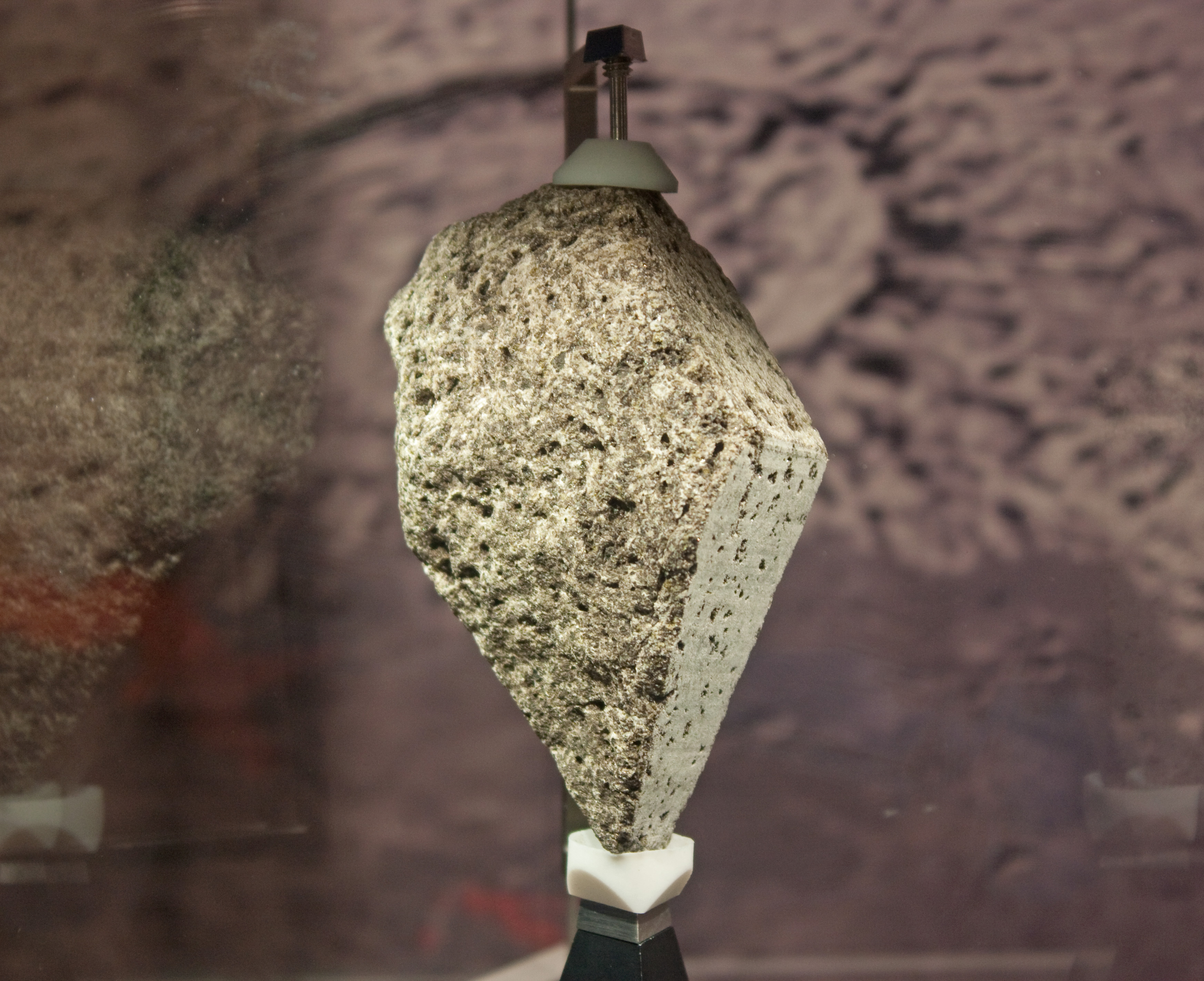
阿波羅15號 採集的月球橄欖石玄武岩。

在地球上可見，被稱為月海的月球黑暗區域，是被洪流玄武岩熔岩流覆蓋的平原。這些岩石由美國載人登月的阿波羅計劃和俄羅斯的月球計劃機械人取得標本；並且也是月球隕石中的代表。
月球的玄武岩與地球的玄武岩不同，主要是鐵含量高，氧化鐵的重量通常從17%至22%不等。它們還擁有濃度範圍廣泛的鈦（存在於鈦鐵礦中的礦物），二氧化鈦（TiO2）的重量範圍從1%至13%。傳統上，月球的玄武岩根據其所含的二氧化鈦重量分類為高鈦、低鈦和極低鈦。然而，從克萊門汀任務獲得的全球地質圖表明，月海的鈦濃度是連續的，而最高濃度的量是最貧乏的。
月球的玄武岩表現出奇異的紋理和礦物學，特別是衝擊變質，缺乏典型陸相玄武岩的氧化，和完全欠缺水化。大部分月球的玄武岩大約在30億至35億年前爆發。但最古老的樣本有42億年的歷史，而根據撞擊坑計數的年齡年代測定法估算，最年輕的熔岩流在12億年前才爆發過。
從火星隕石和測量火星表面傳送回來的資料顯示，玄武岩也是火星表面很普通的岩石。

## 應用
玄武岩應用在建設（例如做為建築物的基石或地基）與雕像。
加熱和擠壓玄武岩可以生產岩棉，是一種良好的隔熱材料。玄武岩熔化后黏度小，凝结后坚硬緻密，所以可以做和製作鵝卵石和铸石（來自柱狀玄武岩）的原料。
玄武岩的碳封存，即從大氣中除去人類工業化產生的二氧化碳，已經被做為研究中的一種手段。散佈在全球海洋中，在水下的玄武岩礦床的額外好處是，水成為阻絕二氧化碳重新釋放至大氣中的遮蔽物。